# SV Vorwärts Nordhorn
Vorwärts Nordhorn (offiziell: Sportverein Vorwärts Nordhorn 1919 e. V.) ist ein Sportverein aus Nordhorn im  Landkreis Grafschaft Bentheim. Die erste Handballmannschaft der Frauen nahm einmal am DHB-Pokal teil, während die erste Fußballmannschaft der Männer fünf Jahre in der höchsten niedersächsischen Amateurliga spielte.

## Geschichte

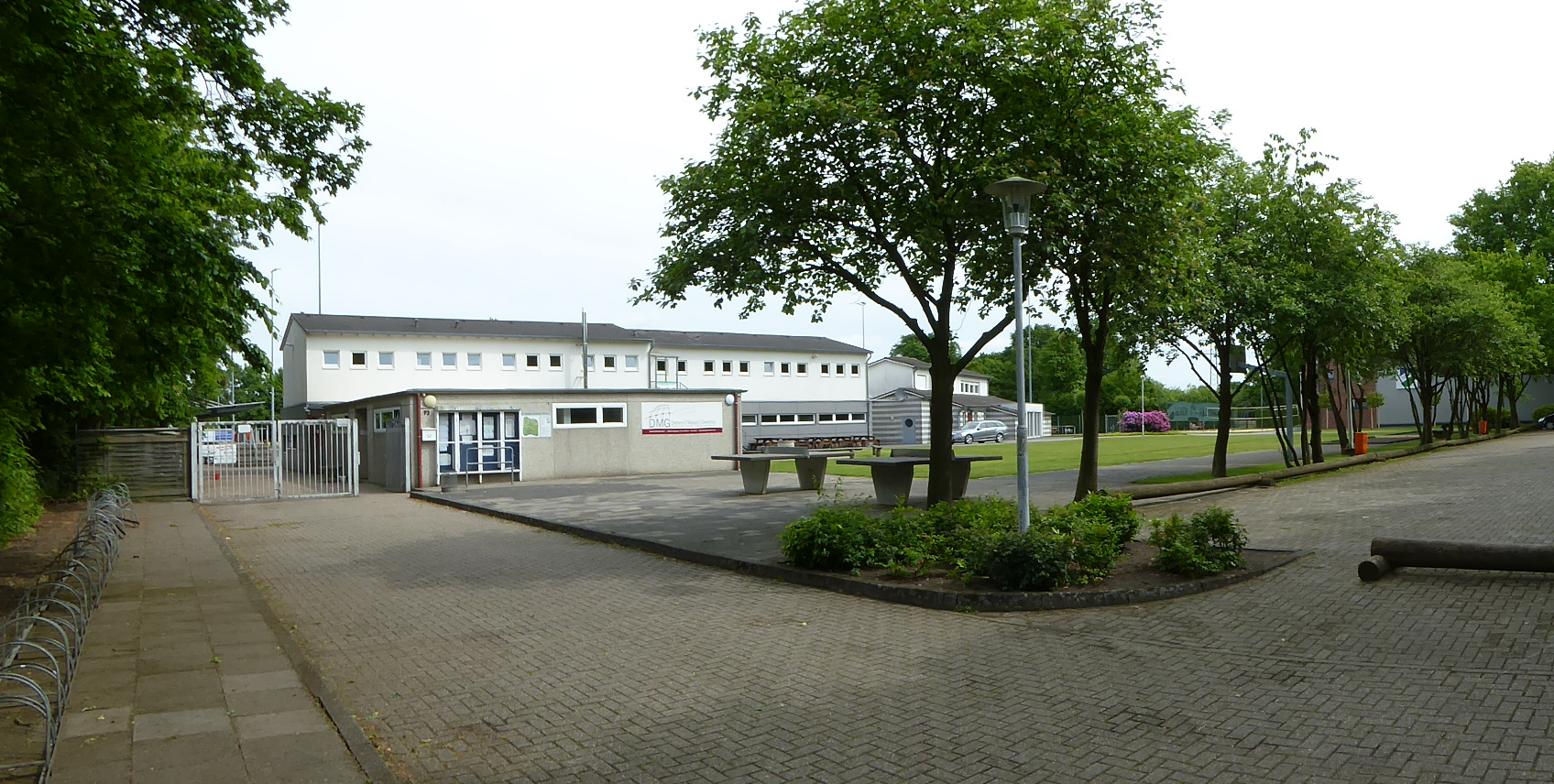
Vereinsgebäude

Der Verein wurde im Jahre 1919 gegründet. Nach dem Ende des Zweiten Weltkrieges ging Vorwärts gemeinsam mit Sparta Nordhorn, VfL Nordhorn und TV Nordhorn in den SV Nordhorn auf, aus dem später Eintracht Nordhorn wurde. Kurze Zeit später wurde Vorwärts Nordhorn neu gegründet. Neben Handball  und Fußball bietet der Verein noch Bogensport, Boule, Fechten, Headis, Radsport, Rollstuhlbasketball, Tennis, Tischtennis und Volleyball an.

### Handball
Die Handballerinnen von Vorwärts Nordhorn qualifizierten sich im Jahre 2011 als Fünftligist für den DHB-Pokal. Dort schied die Mannschaft in der ersten Runde mit 20:50 gegen den TSV Travemünde aus. In der Saison 2014/15 traten die Nordhornerinnen in der Landesliga an und stiegen am Saisonende als Zweitplatzierte in die viertklassige Oberliga Nordsee auf.

### Fußball

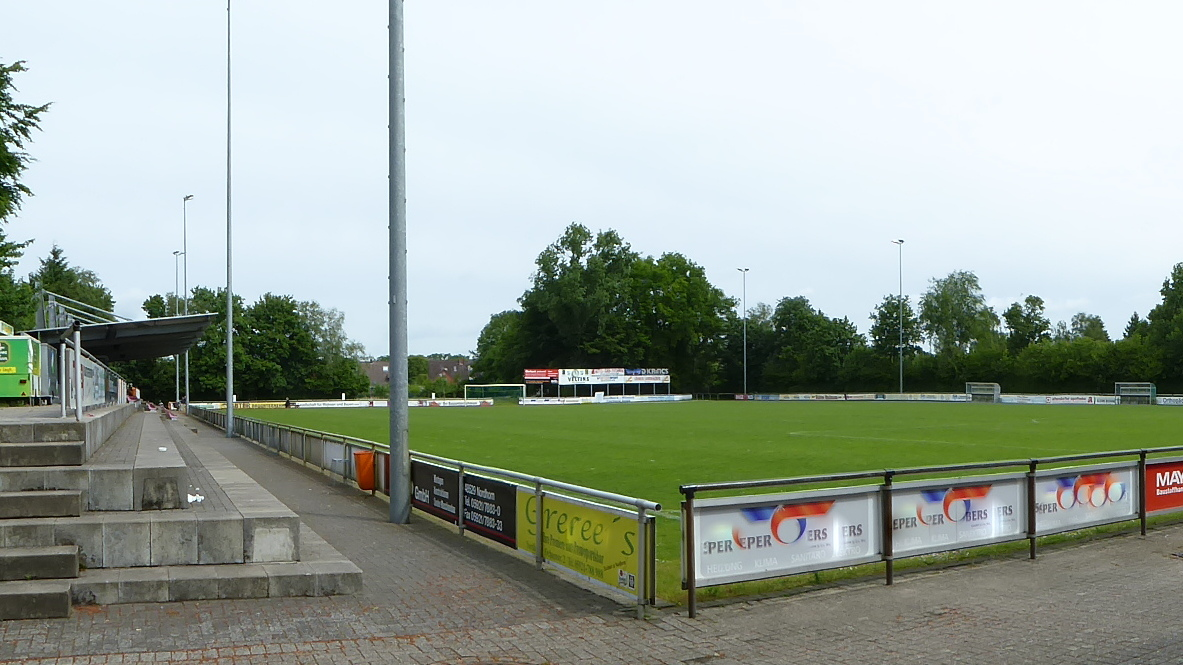
Waldstadion

Die Fußballer von Vorwärts stiegen 1951 erstmals in die seinerzeit drittklassige Amateurliga Oldenburg auf, mussten aber nach einem Jahr wieder absteigen. Nach mehreren Jahren in der Bezirksklasse gelang 1968 der Aufstieg in die Bezirksliga. Vier Jahre später stiegen die Nordhorner wieder ab und schafften 1974 den Wiederaufstieg. Drei Jahre später wurde Vorwärts Vizemeister hinter dem VfL Rüterbrock, verpasste aber 1979 die Qualifikation für die neu geschaffene Bezirksoberliga Weser/Ems.
In den 1990er Jahren gelang schließlich der Aufstieg dorthin und 1997 wurden die Nordhorner Vizemeister hinter den Amateuren des SV Meppen. Nach einem 3:1-Sieg im Entscheidungsspiel gegen die SSG Halvestorf/Herkendorf stieg die Mannschaft in die Niedersachsenliga West, der seinerzeit höchsten Amateurliga Niedersachsens, auf. Mit Rang fünf in der Aufstiegssaison 1997/98 erreichten die Nordhorner ihren sportlichen Zenit. Vier Jahre später folgte der Abstieg aus der Niedersachsenliga. Im Jahre 2009 wurden Vorwärts Vizemeister hinter dem VfL Oythe, verlor aber das Entscheidungsspiel um den Aufstieg in die Oberliga Niedersachsen gegen den SV Ramlingen/Ehlershausen knapp mit 3:4.
Ein Jahr später stiegen die Nordhorner in die Bezirksliga ab und schafften erst im Jahre 2015 den Wiederaufstieg in die Landesliga. Zur Saison 2017/18 richtet der SV Vorwärts ein Fußball-Jugendleistungszentrum ein. Im Jahre 2019 stieg Vorwärts wieder in die Bezirksliga ab, schaffte aber vier Jahre später den Wiederaufstieg.

## Persönlichkeiten
- Lukas Benen, Zweitligaschiedsrichter
- Viktor Maier, zuvor kirgisischer Nationalspieler
- Niklas Niehoff, wurde Zweitligaspieler